# Bactrocera angustifinis
Bactrocera angustifinis är en tvåvingeart som först beskrevs av Hardy 1982.  Bactrocera angustifinis ingår i släktet Bactrocera och familjen borrflugor. Inga underarter finns listade.